# Curriea
Curriea är ett släkte av steklar. Curriea ingår i familjen bracksteklar.

## Dottertaxa tillCurriea, i alfabetisk ordning[1]
- Curriea acuta
- Curriea angulicauda
- Curriea antevena
- Curriea brunneistigma
- Curriea bulbivena
- Curriea ceresensis
- Curriea dodecanesi
- Curriea emarginata
- Curriea fasciatipennis
- Curriea fenestrata
- Curriea fittoni
- Curriea flavomaculata
- Curriea fusca
- Curriea grata
- Curriea gratiosa
- Curriea guttifer
- Curriea inareata
- Curriea interstitialis
- Curriea jacobsoni
- Curriea levis
- Curriea longicauda
- Curriea luteistigma
- Curriea nigriventris
- Curriea philippei
- Curriea platycauda
- Curriea polaszeki
- Curriea pulchripennis
- Curriea rectivena
- Curriea seyrigi
- Curriea sigwalti
- Curriea spathicauda
- Curriea striata
- Curriea testacea
- Curriea testaceipes
- Curriea tibialis
- Curriea transiens
- Curriea transvena
- Curriea tsavoensis
- Curriea xanthoceps